# House Hunters
House Hunters è un docu-reality statunitense, in onda dal 1999 su HGTV e trasmesso in Italia dalla versione italiana della rete.

## Format
La trasmissione segue individui, coppie o famiglie che si trasferiscono in un nuovo paese e cercano una nuova casa, con l'assistenza di un agente immobiliare locale. In ogni episodio gli acquirenti devono decidere fra tre case o appartamenti proposti per l'acquisto oppure per l'affitto dovendo sceglierne uno prima della fine dell'episodio. Il programma si conclude rivisitando gli acquirenti nella loro nuova casa dopo alcune settimane o mesi, dove descrivono i cambiamenti che hanno apportato e l'effetto che la nuova casa ha sulla loro vita.

## Controversie
Nonostante il programma sia un docu-reality, i produttori reclutano acquirenti che sono già in una delle case presenti nell'episodio. Un acquirente ha affermato che: "La trasmissione televisiva non è in realtà un reality show. Devi già possedere la casa che viene scelta alla fine dello spettacolo. Mentre le altre abitazioni nel programma, sono in realtà alcune case che abbiamo considerato d'acquistare". Le due proprietà non acquistate vengono generalmente scelte dai produttori mentre i compratori ricevono in genere 500 dollari per filmare circa 50 ore di filmati.

## Spin-off

### House Hunters International
La trasmissione è presentata dallo stesso narratore di House Hunters ma si concentra su proprietà al di fuori degli Stati Uniti. Normalmente presenta un individuo, una coppia o una famiglia che si trasferisce dagli Stati Uniti o dal Canada in un altro paese (principalmente in Europa, Asia, America Centrale, Oceania o Sud America) con una lingua e una cultura differente per trascorrere la pensione oppure per un'opportunità di lavoro. (585 episodi al 4 dicembre 2020).

### Mi compro un'isola
Mi compro un'isola (Island Hunters) è una trasmissione focalizzata sull'acquisto di un'isola da parte degli acquirenti, i quali devono decidere una delle tre isole proposte. Il programma è stato trasmesso dal 2013 al 2017 ed è composto da quattro stagioni con 65 episodi.

### Vado a vivere... minicase
Vado a vivere... minicase (Tiny House Hunters) è una trasmissione focalizzata sull'acquisto di una mini casa di dimensioni inferiori ai 56 m2. Il programma è stato trasmesso dal 2014 al 2017 ed è composto da quattro stagioni con 84 episodi.